# Rečica, Ilirska Bistrica
Rečica este o localitate din comuna Ilirska Bistrica, Slovenia, cu o populație de 94 de locuitori.